# Archibald Henderson (Offizier)

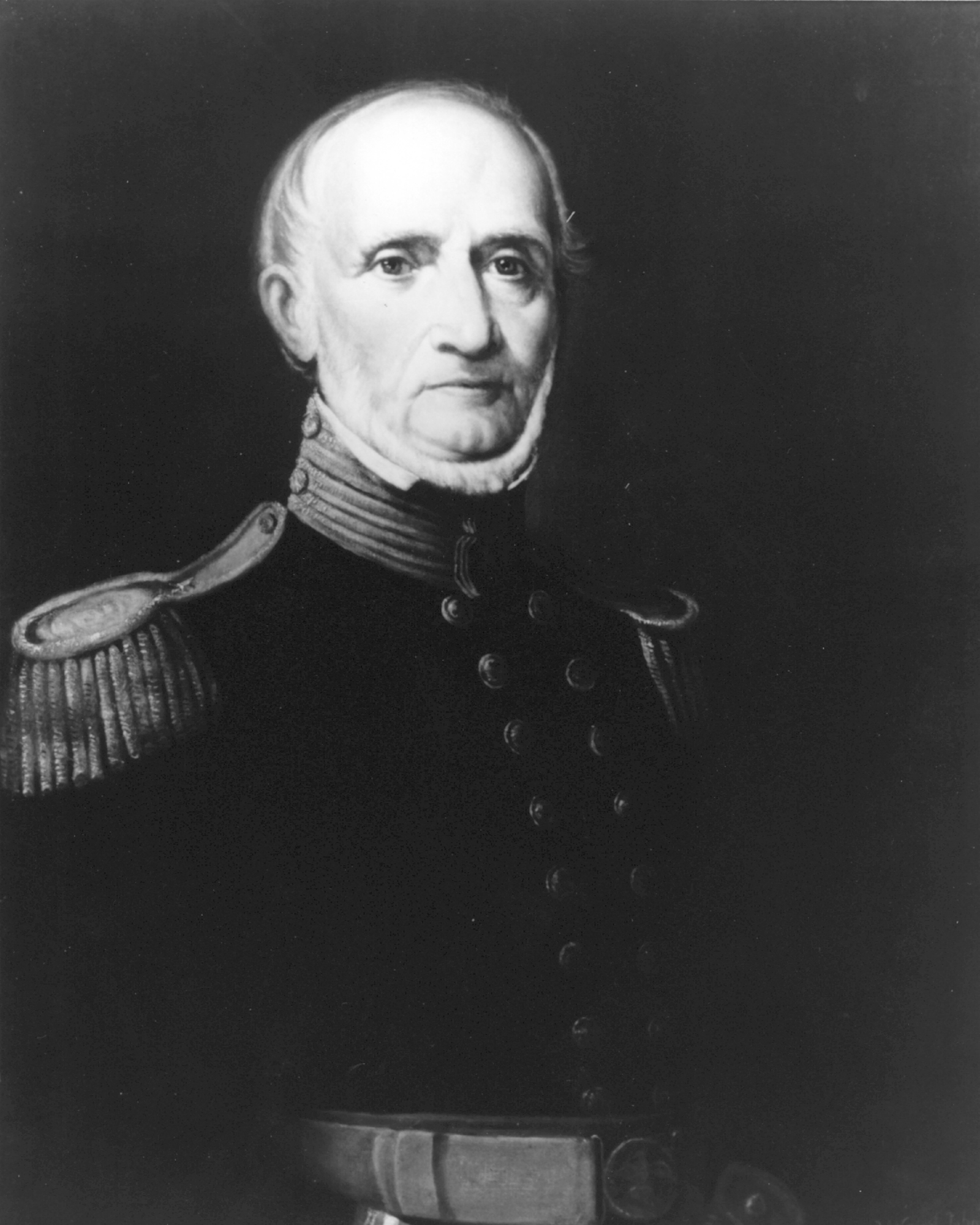
Archibald Henderson

Archibald Henderson (* 21. Januar 1783 in Colchester, Fairfax County, Virginia; † 6. Januar 1859 in Washington, D.C.) war von 1820 bis 1859 Commandant of the Marine Corps (Befehlshaber). Jeder Rekrut des United States Marine Corps lernt seinen Namen mit dem Zusatz „Großer alter Mann des Marine Corps“ (Grand old man of the Marine Corps), da er mit seinen 52 Dienstjahren, wovon er 38 Jahre an der Spitze der Teilstreitkraft stand, der am längsten gediente Offizier der Marines überhaupt ist.

## Leben

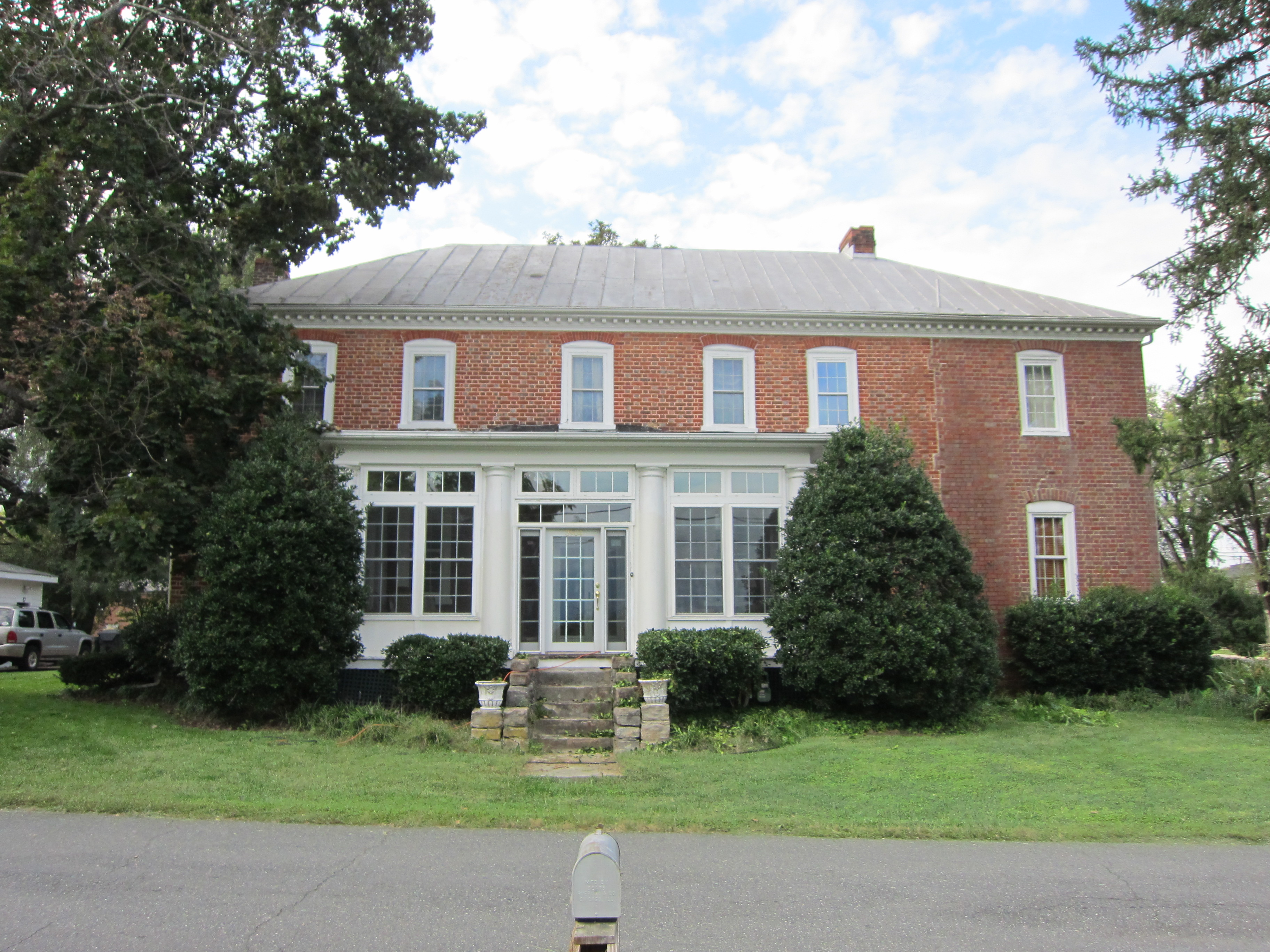
Henderson House (Dumfries, Virginia)

In dem Ort Colchester in Fairfax County, Virginia, geboren, war Henderson eines von sechs Kindern des erfolgreichen Kaufmanns Alexander Henderson und dessen Frau Sarah (Sally) Moore. Er wuchs im Henderson House in Dumfries, Virginia auf und trat im Alter von 18 Jahren in das Marine Corps ein.
Henderson heiratete am 16. Oktober 1823 Maria Anne Casanove. Das Ehepaar hatte zwei Söhne, Charles and Richard, und eine Tochter, Eliza. Er starb am 6. Januar 1859 im 75. Lebensjahr. Er wurde mit einem Staatsbegräbnis, an dem auch Präsident James Buchanan teilnahm, geehrt und auf dem Congressional Cemetery beigesetzt.

## Militärische Laufbahn

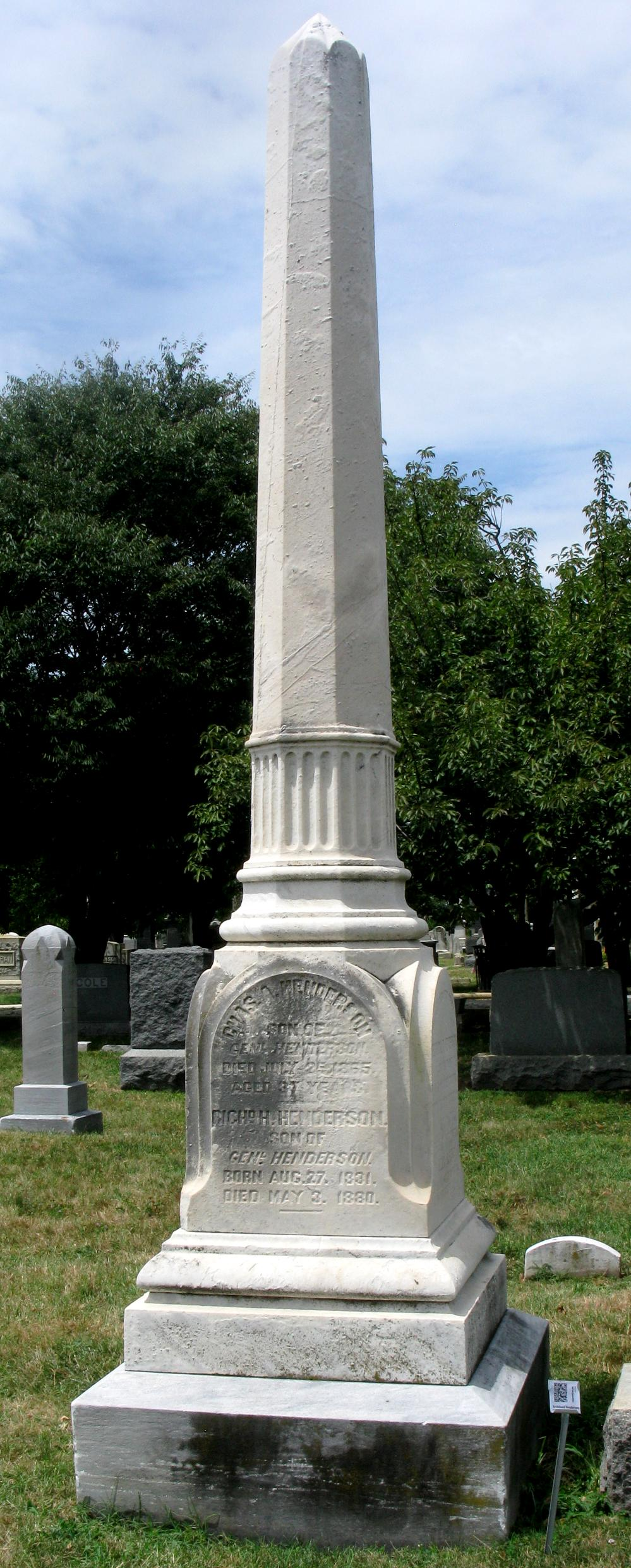
Das Grabmal der Familie Henderson auf dem Congressional cemetery, Washington DC

Henderson wurde am 4. Juni 1806 zum Offizier im Marine Corps ernannt (commissioned). Er diente ab dem 11. August 1807 an Bord der Constitution und erlebte deren außergewöhnliche Siege im Krieg von 1812. Für Mut und Tapferkeit beim Entern der gegnerischen Schiffe Cyane, Levant und Pictou vor der Küste Portugals wurde er ausgezeichnet und im Jahr 1814 ehrenhalber in den Rang eines Majors befördert. Am 18. Mai 1815 ging er in New York City von Bord der Constitution.
Vom 16. September 1818 bis zum 2. März 1819 war Henderson amtierender Commandant des Marine Corps. Am 17. Oktober 1820, im Alter von 37 Jahren, wurde er im Rang eines Oberstleutnants zum Commandant of the Marine Corps ernannt. Er blieb für über 38 Jahre in dieser Dienststellung.
Henderson wird das Verdienst zugeschrieben, die Versuche von Präsident Andrew Jackson vereitelt zu haben, das Marine Corps im Jahr 1829 in der U.S. Army aufgehen zu lassen. Stattdessen verabschiedete der Kongress 1834 den Act for the Better Organization of the Marine Corps, der sicherstellte, dass die Marineinfanterie Teil des United States Department of the Navy bleiben würde. Er wurde im selben Jahr zum Oberst befördert.
In den Jahren 1820 bis 1835 fanden kaum bemerkenswerte Einsätze des Marine Corps statt. Es hatte seinen Anteil an der Unterdrückung der Piraterie in der Karibik.
Während der Kriege mit den Seminolen und Creek, in denen sich die natürlichen amerikanischen Einwohner (Indianer) in Georgia, Alabama und Florida von 1836 bis 1837 gegen die Unterdrückung und Ausbeutung durch die weißen Siedler auflehnten, spielte das Marine Corps eine aktive Rolle. Commandant Henderson ging selbst mit ins Feld. Für seine Verdienste in diesen Operationen wurde er zum Rang eines Brigadegenerals befördert.
Im Mexikanisch-Amerikanischen Krieg, dem zahlreiche militärische Aktivitäten des Marine Corps in den Jahren 1845 und 1846 an der Westküste vorausgingen, konnte die Truppe Erfolge erzielen. Sie expandierte und entwickelte sich von einer kleinen Kampftruppe zu einer schlagkräftigen Teilstreitkraft. In den Jahren 1852 und 1853 nahmen die Marines an den Vorstößen von Commodore Perry nach Japan teil.
Im Jahr 1857, während der politischen Wirren der Know Nothing, ersuchte der Bürgermeister von Washington, D.C., einen bewaffneten Mob von „angeheuerten Raufbolden und Schlägern“ auszuschalten. Henderson zeigte persönlichen Einsatz und war entscheidend dafür verantwortlich, dass es nicht zur weiteren Eskalation kam.

### Beförderungen
- 4. Juni 1806: Leutnant (Second Lieutenant)
- 6. März 1807: Oberleutnant (First Lieutenant)
- 1. April 1811: Hauptmann (Captain)
- 1814: Major ehrenhalber (Brevet Major)
- 17. Oktober 1820: Oberstleutnant (Lieutenant Colonel)
- 1. Juli 1834: Oberst (Colonel)
- 27. Januar 1837: Brigadegeneral ehrenhalber (Brevet Brigadier General)

## Erinnerung
Henderson war Namensgeber für
- USS Henderson (AP-1), ein Transportschiff der U.S. Navy (in Dienst 1917 bis 1943) und
- die Henderson Hall Barracks, eine Kaserne des Marine Corps in Arlington County, Virginia, nahe dem Pentagon.